# Maarten Stekelenburg
Maarten Stekelenburg (* 22. září 1982, Haarlem) je nizozemský fotbalový brankář a bývalý reprezentant, od roku 2020 opět hráč nizozemského klubu AFC Ajax, ve kterém zahájil svoji profesionální kariéru.

## Klubová kariéra
Stekelenburg vyhrál s Ajaxem v sezónách 2003/04 a 2010/11 holandskou ligu a třikrát nizozemský fotbalový pohár. V letech 2002, 2005, 2006 a 2007 také nizozemský superpohár (Johan Cruijff Schaal).
V červnu 2013 přestoupil z AS Roma do anglického klubu Fulham FC, kde podepsal kontrakt na 4 roky. V srpnu 2014 odešel hostovat do Monaka.
1. července 2016 přestoupil do anglického klubu Everton FC, se kterým podepsal tříletou smlouvu. V Evertonu bude znovu nastupovat pod Ronaldem Koemanem, pod kterým si zahrál již v Ajaxu a Southamptonu.
Po čtyřech letech v Evertonu se v červnu 2020 vrátil do Ajaxu Amsterdam.
Po odhalení dopingu u brankářské jedničky Andrého Onany se vrátil do brány Ajaxu a v únoru 2021 v utkání proti Heracles Almelo se ve 38 letech stal nejstarším fotbalistou svého klubu v nizozemské nejvyšší lize, když překonal Arnolda Mührena z roku 1989.

## Reprezentační kariéra
Stekelenburg odehrál v letech 2002–2003 čtyři utkání v nizozemském reprezentačním výběru do 21 let.
Debut v seniorské reprezentaci si odbyl 3. září 2004 v Utrechtu v přátelském duelu proti Lichtenštejnsku, které Nizozemci porazili 3:0. Stekelenburg odchytal druhý poločas.

### Mistrovství světa 2006
Zúčastnil se MS 2006, kde ale neodehrál ani jeden zápas, protože tehdejší trenér Marco van Basten určil za brankářskou jednotku Edwina van der Sara. Nizozemsko vypadlo v osmifinále s Portugalskem po prohře 0:1.

### EURO 2008
Van Basten jej povolal i na Euro 2008, kde měl opět krýt záda Edwinu van der Sarovi. Tentokrát si zachytal 17. června v utkání s Rumunskem, kdy mělo Nizozemsko již jistý postup do čtvrtfinále z tzv. „skupiny smrti“ (základní skupina C ve složení Francie, Itálie, Nizozemsko a Rumunsko). Favorizované Nizozemsko porazilo Rumunsko 2:0. Ve čtvrtfinále pak poněkud překvapivě vypadlo s Ruskem po výsledku 1:3.

### Mistrovství světa 2010
Na MS 2010 v Jihoafrické republice jej trenér Bert van Marwijk obsadil na post brankářské jedničky. Nizozemsko dokráčelo až do finále, kde podlehlo Španělsku 0:1 po prodloužení.

### EURO 2012
Mistrovství Evropy 2012 v Polsku a na Ukrajině se Nizozemsku vůbec nezdařilo. Ačkoli bylo po suvérénní kvalifikaci považováno za jednoho z největších favoritů, prohrálo v základní skupině B všechny tři zápasy (v tzv. „skupině smrti“ postupně 0:1 s Dánskem, 1:2 s Německem a 1:2 s Portugalskem) a skončilo na posledním místě. Stekelenburg odchytal všechny tři zápasy.